# PLAY!AWA'S 〜美と笑いの大お見せ合いパーティ〜
『PLAY!AWA'S 〜美と笑いの大お見せ合いパーティ〜』（プレイ!アワーズ〜びとわらいのだいおみせあいパーティ〜）とは、インターネットテレビGyaOのオリジナルバラエティ番組である。2007年8月23日からGyaOバラエティchにて配信開始。

## 概要
2007年8月8日に都内でサントリーのチューハイ「AWA'S」の新商品PRイベント『PLAY!AWA'S』が開催された。ファッションモデル50人と若手芸人50人の計100人によるパーティでこのイベントを収録し、番組化したもの。

## 出演者

### 司会者
- 後藤輝基（フットボールアワー）
- 土岐田麗子

### ファッションモデル
- 島本麻衣子
- 飯島さゆり
- 松浦紗知子
- 青木亜希
- 原田麻衣
- 志田さより
- 松倉さち
- 森田未緒
- 井上舞妃子
- 冨永あやの
- SORA
- 南真衣子
- 近藤晶子
- 阿部智江子
- 長友なつみ
- 英恵

- 松野恵梨香
- 渡瀬加奈
- 梅澤佐季子
- 宮内千早
- 中川莉沙子
- 平井美緒
- 亜季
- 手塚三紗子
- 菅井としえ
- 立石ゆかり
- 森美紗央
- 牧島碧
- 五十嵐直子
- 井田光紀
- 林貴絵

- 小山夏実
- 鈴木摩美
- 宮沢菜実
- 石嶋香織
- 藤井マリオ
- 片谷実加
- 吉田綾子
- 三上玲菜
- 上村真紀子
- 鍛治谷恵美
- 今城理菜
- 吉川晶子
- 岸本千尋
- 川口りさ
- 川島美香
- 中井飛香
- 趙天詩

### お笑いタレント
- ロバート（山本博、秋山竜次、馬場裕之）
- 田村裕（麒麟）
- 岩尾望（フットボールアワー）
- 昼メシくん
- 竹内大納言ターボα
- えんにち（滝沢敦史、望月遼馬）
- フルーツポンチ （亘健太郎、村上健志）
- キャベツ確認中（しまぞう、キャベツ）
- ジャンピングニー（山口清人、八木直也）
- 天狗（横山裕之、川田哲志）
- 来八（小林徹、田中慎）
- デスペラード（武井志門、エマミ・シュン・サラミ）
- 囲碁将棋（文田大介、根建太一）

- 若月（若月徹、若月亮）
- ニコイチ（羽富誠、羽富実）
- パリパリポリパリ（鮫島博己、山本正剛）
- スパークスタート（ダッチ、森田あつき）
- チョコレートプラネット（長田庄平、松尾アンダーグランド）
- ゆったり感（江崎隆文、中村秀将）
- ジューシーズ（赤羽健一、児玉智洋、松橋周太呂）
- 山田カントリー（山田、浅井優）
- しずる（池田一真、村上純）
- マンモーニ（岡田健治、泉慶一部）
- エリートヤンキー（橘実、西島永悟）
- オバアチャン（赤枝卓、畔柳康司）